# Adriana Nechita
Adriana Nechita (født 14. november 1983 i Băileşti, Rumænien) er en tidligere kvindelig rumænsk håndboldspiller der spillede for Rumæniens kvindehåndboldlandshold.